# بلدة ألكونا (ميشيغان)
ألكونا (بالإنجليزية: Alcona Township, Michigan)‏ هي بلدة تقع بولاية ميشيغان في الولايات المتحدة. تبلغ مساحتها 171.9 (كم²)، وترتفع عن سطح البحر 243 م، بلغ عدد سكانها 968 نسمة في عام تعداد الولايات المتحدة 2010 حسب إحصاء مكتب تعداد الولايات المتحدة وتصل الكثافة السكانية فيها 6.5 نسمة/كم2.

## وصلات خارجية
- alconatownship.com
- The US50 - Cities and Towns in Michigan State
- Michigan Cities and Towns, Facts, Map, Flag, Colleges, Government, and More